# Epimecis virginaria
Epimecis virginaria là một loài bướm đêm trong họ Geometridae.